# Dwór (powiat radzyński)
Dwór – osada leśna w Polsce położona w województwie lubelskim, w powiecie radzyńskim, w gminie Radzyń Podlaski.
W latach 1975–1998 miejscowość administracyjnie należała do województwa bialskopodlaskiego.